# Lista de telenovelas exibidas pela RedeTV!
Esta é uma lista de telenovelas exibidas pela RedeTV!, uma rede de televisão comercial brasileira que transmitiu telenovelas estrangeiras entre 2002 até 2006, voltando somente em 2013 com apenas uma reprise. Em 2023 passa a exibir os chamados Doramas, as novelas coreanas. 
Em 2013, a telenovela Betty, a Feia foi remasterizada e exibida em HDTV (alta definição).
A telenovela de maior audiência exibida na emissora foi Betty, a Feia que em sua exibição entre 2002–2003 fechou com média geral de 5.34 pontos, chegando a marcar 10 pontos no seu penúltimo capítulo.
Já a telenovela de menor audiência foi Paixões Ardentes que foi interrompida no capítulo 81 por causa da sua audiência pífia, em alguns capítulos chegou a marcar 0 pontos, antes de ser interrompida obteve média geral de 0.98 pontos.
A telenovela Pantanal começou a ser exibida pela Rede Manchete, para ocupar o lugar de Brida, que havia sido cancelada durante a crise de Rede Manchete, porém como a emissora saiu do ar em 10 de maio de 1999, a emissora sucessora da Rede Manchete, a Rede TV! (na época da exibição era chamada de TV!) concluiu a exibição de Pantanal, se tornando assim a primeira telenovela exibida pela emissora, mesmo que tenha sido pela metade.

## 23h00/0h00
| # | Telenovela          | Início              | Término                | Autor(a)                  | Direção                     | Horário original | Ano de exibição | Cap. | Audiência | País | Ref.  |
| - | ------------------- | ------------------- | ---------------------- | ------------------------- | --------------------------- | ---------------- | --------------- | ---- | --------- | ---- | ----- |
| 1 | Descendentes do Sol | 10 de junho de 2024 | 23 de setembro de 2024 | Kim Eun-sook Kim Won-seok | Lee Eung-bok Baek Sang-hoon | 22h              | 2016            | 16   | 0,3       |      | [ 5 ] |

## 21h00/21h30
| # | Telenovela | Início                | Término             | Autor(a)             | Direção         | Horário original | Ano de exibição | Cap. | Audiência | País   | Ref.        |
| - | ---------- | --------------------- | ------------------- | -------------------- | --------------- | ---------------- | --------------- | ---- | --------- | ------ | ----------- |
| 1 | Pantanal   | 26 de outubro de 1998 | 14 de julho de 1999 | Benedito Ruy Barbosa | Jayme Monjardim | 21h30            | 1990            | 217  | 2.80      | Brasil | [ 6 ] [ 7 ] |

## 15h40/16h30
| # | Telenovela    | Início                 | Término               | Autor(a)        | Direção                       | Horário original | Ano de exibição | Cap. | Audiência | País                       | Ref.        |
| - | ------------- | ---------------------- | --------------------- | --------------- | ----------------------------- | ---------------- | --------------- | ---- | --------- | -------------------------- | ----------- |
| 1 | Gata Selvagem | 3 de novembro de 2003  | 3 de dezembro de 2004 | Alberto Gómez   | Freddy Trujillo Jackie Ortega | 20h00            | 2002 - 2003     | 273  | 2.03      | Venezuela · Estados Unidos | [ 8 ] [ 9 ] |
| 2 | Betty, a Feia | 29 de novembro de 2004 | 14 de março de 2006   | Fernando Gaitán | Mario Ribero Ferreira         | 21h00            | 1999 - 2001     | 337  | 1.12      | Colômbia                   | [ 10 ]      |

## 20h15
| # | Telenovela        | Início              | Término             | Autor(a)                          | Direção                      | Horário original | Ano de exibição | Cap. | Audiência | País     | Ref.                      |
| - | ----------------- | ------------------- | ------------------- | --------------------------------- | ---------------------------- | ---------------- | --------------- | ---- | --------- | -------- | ------------------------- |
| 1 | Betty, a Feia     | 27 de Maio de 2002  | 28 de Junho de 2003 | Fernando Gaitán                   | Mario Ribero Ferreira        | 21h00            | 1999 - 2001     | 342  | 5.34      | Colômbia | [ 11 ]                    |
| 2 | Pedro, o Escamoso | 16 de Junho de 2003 | 06 de Março de 2004 | Luis Felipe Salamanca Dago García | Juan Andrés Flores           | 21h00            | 2001 - 2003     | 226  | 1.76      | Colômbia | [ 13 ] [ 14 ]             |
| 3 | Paixões Ardentes  | 29 de março de 2004 | 30 de junho de 2004 | Julio Jiménez                     | Rodrigo Triana Mauricio Cruz | 21h00            | 2003 - 2004     | 81   | 0.98      | Colômbia | [ 16 ] [ 17 ] [ 3 ] [ 4 ] |

## 18h00
| # | Telenovela          | Início                 | Término                | Autor(a)                  | Direção                     | Horário original | Ano de exibição | Cap. | Audiência | País     | Ref.                |
| - | ------------------- | ---------------------- | ---------------------- | ------------------------- | --------------------------- | ---------------- | --------------- | ---- | --------- | -------- | ------------------- |
| 1 | Betty, a Feia       | 4 de março de 2013     | 6 de dezembro de 2013  | Fernando Gaitán           | Mario Ribero Ferreira       | 21h00            | 1999 - 2001     | 192  | 1.24      | Colômbia | [ 18 ] [ 2 ] [ 19 ] |
| 2 | Descendentes do Sol | 4 de setembro de 2023  | 6 de outubro de 2023   | Kim Eun-sook Kim Won-seok | Lee Eung-bok Baek Sang-hoon | 22h              | 2016            | 20   | 0,3       |          | [ 20 ] [ 21 ]       |
| 3 | Um Luxo de Sonhar   | 09 de outubro de 2023  | 23 de novembro de 2023 | Kim Jung-ah               | Lee Seung-ryul              | 20h45            | 2013            | 34   | 0,2       |          | [ 22 ]              |
| 4 | W - Dois Mundos     | 27 de novembro de 2023 | 29 de dezembro de 2023 | Song Jae-jung             | Jung Dae-yoon               | 22h              | 2016            | 25   | 0,2       |          | [ 23 ]              |